# Киверцовский лесхоз
Киверцовский лесхоз — предприятие лесной промышленности в городе Киверцы Волынской области, осуществлявшее заготовку, вывоз, сортировку и отгрузку древесины.

## История
Киверцовский леспромхоз был создан в 1939 году.
В ходе Великой Отечественной войны с июля 1941 до февраля 1944 года Киверцовский район был оккупирован немецкими войсками. В период оккупации в лесном массиве действовали советские партизаны.
В 1944 году одновременно с восстановлением райцентра началось восстановление лесопильного завода и леспромхоза.
В период с 1959 до 1965 года объём валовой продукции леспромхоза вырос более чем в два раза.
В 1967 году леспромхоз заготовил и отправил заказчикам 150 тыс. кубометров высококачественного строевого леса. Кроме того, в 1967 году здесь был введён в эксплуатацию завод по выпуску очищенного скипидара и флотационного масла. 5 мая 1967 года за достижения в развитии лесного хозяйства Киверцовский лесхоззаг указом Президиума Верховного Совета СССР был награждён орденом Ленина.
В конце 1960-х годов лесхоззаг выполнял осушение болот, рекультивацию земель, ежегодно высаживал от 700 до 900 гектар лесных насаждений и являлся одним из передовых предприятий (к началу 1970 года за разработанные и внедренные в производственный процесс научные разработки, рационализаторские предложения и новые технологии предприятие было награждено дипломами 1-й и 2-й степени и двумя бронзовыми медалями ВДНХ СССР).
В целом, в советское время лесхоз входил в число крупнейших предприятий города и Киверцовского района.
После провозглашения независимости Украины лесхоз перешёл в ведение министерства лесного хозяйства Украины.
В марте 1995 года Верховная Рада Украины внесла лесхоз в перечень предприятий и организаций, приватизация которых запрещена в связи с их общегосударственным значением.

## Современное состояние
Территория лесхоза составляет 33249,7 гектаров на территории Киверцовского, Луцкого и Рожищенского районов области (из которых 29910,1 га заняты лесами, а ещё 48,2 га — лесопитомником и плантациями). Основными породами деревьев являются сосна обыкновенная, дуб обыкновенный, берёза и чёрная ольха.
В состав лесхоза входят десять лесничеств, лесопильный цех, ремонтные мастерские, консервный цех и склад лесоматериалов с подведённой к нему железнодорожной веткой.